# 노물

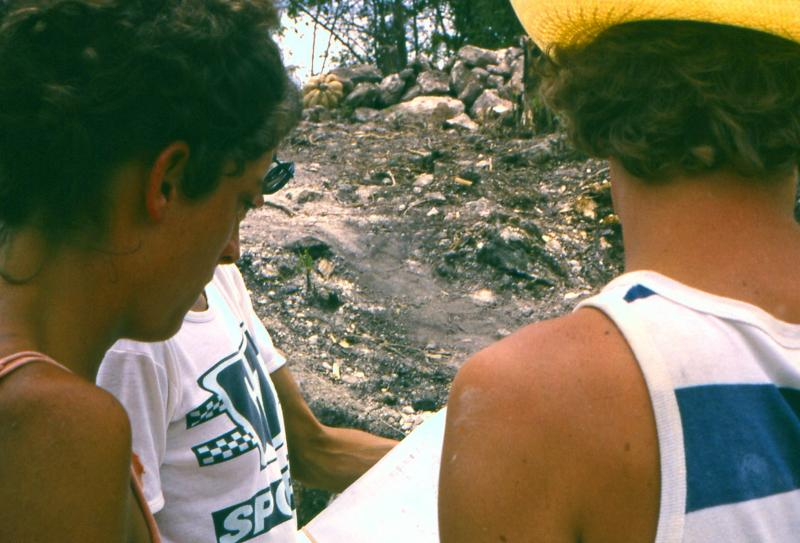
1985년, 노물 발굴 현장.

노물 (Noh Mul)은 벨리즈령 유카탄반도에 위치한 마야 문명의 유적지이다. 이 유적은 북부 벨리즈에서 가장 중요한 마야 유적지이며, 기원전 250년경에 건설된 8미터 높이의 커다란 피라미드가 소재하고 있다. 2013년 5월에 도로 포장용 자갈을 얻기 위하여 건설업자들이 유적을 대부분 파괴하였다. 현재 피라미드의 중심부 부분만 남아 있다.